# Dora Elia Silva Luna
Dora Elia Silva Luna o Doris Silva (Nuevo León, México, 20 de mayo) es una enfermera y partera, se dedica a atender nacimiento planificado en casa en la Zona Metropolitana de Monterrey desde hace 17 años. Recibió en 2017 la Medalla de Mérito en Enfermería Enfermera Isabel Cendala y Gómez.

## Biografía
Recibe el título de Técnico en Enfermería y Obstetricia por la UANL en 1974. Es licenciada en Enfermería por la Universidad de Monterrey desde 1975. Además recibió el título de maestría en Salud Pública con Especialidad en Enfermería de la UANL en 1990. 
Fue docente de la Facultad de Enfermería de la UANL en Pre y Post Grado. Impartió la conferencia El empoderamiento de enfermería ante la práctica independiente en el marco del Día Internacional de la Enfermería y el 61 aniversario del Departamento de Enfermería y Obstetricia de la Universidad de Guanajuato.
Se dedica a la atención del nacimiento planeado en casa, formando además a aprendices de partera de manera independiente. Es educadora perinatal certificada por Lamaze International y Parto Natural BlissBorn. Es doula certificada por CONOCER. Forma parte de la mesa directiva de la asociación civil Doulas Monterrey. Es vicepresidenta de la Asociación Mexicana de Partería.

### Reconocimientos
En el marco del Día Mundial de la Salud el 17 de abril de 2017 recibió del Dr. José Narro Robles Secretario de Salud la Medalla de Mérito en Enfermería "Enfermera Isabel Cendala y Gómez".